# Lijst van premiers van Estland
Dit is een lijst van premiers van Estland in de periode 1918-1940 en sinds 1990.

## Premiers van Estland (1918-heden)

### Premiers (1918 en 1940)
| Premier | Premier                           | Ambtsperiode     | Ambtsperiode     | Partij                 |
| ------- | --------------------------------- | ---------------- | ---------------- | ---------------------- |
|         | Konstantin Päts (1874-1956)       | 24 februari 1918 | 9 mei 1919       | EMRL                   |
|         | Otto August Strandman (1875-1941) | 9 mei 1919       | 18 november 1919 | ETE                    |
|         | Jaan Tõnisson (1868-1941?)        | 18 november 1919 | 28 juli 1920     | ER                     |
|         | Ado Birk (1883-1942)              | 28 juli 1920     | 30 juli 1920     | ER                     |
|         | Jaan Tõnisson (1868-1941?)        | 30 juli 1920     | 26 oktober 1920  | ER                     |
|         | Ants Piip (1884-1942)             | 26 oktober 1920  | 25 januari 1921  | ETE                    |
|         | Konstantin Päts (1874-1956)       | 25 januari 1921  | 21 november 1922 | PK                     |
|         | Juhan Kukk (1885-1942)            | 21 november 1922 | 2 augustus 1923  | ETE                    |
|         | Konstantin Päts (1874-1956)       | 2 augustus 1923  | 26 maart 1924    | PK                     |
|         | Friedrich Karl Akel (1871-1941)   | 26 maart 1924    | 16 december 1924 | KRE                    |
|         | Jüri Jaakson (1870-1942)          | 16 december 1924 | 15 december 1925 | ER                     |
|         | Jaan Teemant (1872-1941?)         | 15 december 1925 | 9 december 1927  | PK                     |
|         | Jaan Tõnisson (1868-1941?)        | 9 december 1927  | 4 december 1928  | ER                     |
|         | August Rei (1886-1963)            | 4 december 1928  | 9 juli 1929      | ESTP                   |
|         | Otto August Strandman (1875-1941) | 9 juli 1929      | 12 februari 1931 | ETE                    |
|         | Konstantin Päts (1874-1956)       | 12 februari 1931 | 19 februari 1932 | PK                     |
|         | Jaan Teemant (1872-1941?)         | 19 februari 1932 | 19 juli 1932     | PK/ARVK                |
|         | Kaarel Eenpalu (1888-1942)        | 19 juli 1932     | 1 november 1932  | PK/ARVK                |
|         | Konstantin Päts (1874-1956)       | 1 november 1932  | 18 mei 1933      | PK/ARVK                |
|         | Jaan Tõnisson (1868-1941?)        | 18 mei 1933      | 21 oktober 1933  | RKE                    |
|         | Konstantin Päts (1874-1956)       | 21 oktober 1933  | 24 april 1938    | PK/ARVK (vanaf 1937 I) |
|         | Kaarel Eenpalu (1888-1942)        | 24 april 1938    | 12 oktober 1939  | I                      |
|         | Jũri Uluots (1890-1945)           | 12 oktober 1939  | 21 juni 1940     | I                      |

### Premiers (1990-heden)
| Premier | Premier                    | Ambtsperiode     | Ambtsperiode     | Partij     |
| ------- | -------------------------- | ---------------- | ---------------- | ---------- |
|         | Edgar Savisaar (1950-2022) | 3 april 1990     | 29 januari 1992  | RR         |
|         | Tiit Vähi (1947)           | 19 januari 1992  | 21 oktober 1992  | Partijloos |
|         | Mart Laar (1960)           | 21 oktober 1992  | 8 november 1994  | I          |
|         | Andres Tarand (1940)       | 8 november 1994  | 17 april 1995    | M          |
|         | Tiit Vähi (1947)           | 17 april 1995    | 17 maart 1997    | KMÜ        |
|         | Mart Siimann (1946)        | 17 maart 1997    | 25 maart 1999    | KMÜ        |
|         | Mart Laar (1960)           | 25 maart 1999    | 28 januari 2002  | IL         |
|         | Siim Kallas (1948)         | 28 januari 2002  | 10 april 2003    | ER         |
|         | Juhan Parts (1966)         | 10 april 2003    | 12 april 2005    | RP         |
|         | Andrus Ansip (1956)        | 12 april 2005    | 26 maart 2014    | ER         |
|         | Taavi Rõivas (1979)        | 26 maart 2014    | 23 november 2016 | ER         |
|         | Jüri Ratas (1978)          | 23 november 2016 | 26 januari 2021  | EK         |
|         | Kaja Kallas (1977)         | 26 januari 2021  | 23 juli 2024     | ER         |
|         | Kristen Michal (1975)      | 23 juli 2024     | huidig           | ER         |